# Bassus antefurcalis
Bassus antefurcalis är en stekelart som först beskrevs av Szepligeti 1914.  Bassus antefurcalis ingår i släktet Bassus och familjen bracksteklar. Inga underarter finns listade.